# Án lệ
Án lệ là một hình thức của pháp luật, theo đó Nhà nước thừa nhận những bản án và quyết định giải quyết vụ việc của tòa án (trong các tập san án lệ) làm khuôn mẫu và cơ sở để đưa ra phán quyết cho những vụ việc hoặc trường hợp có tình tiết hay vấn đề tương tự sau đó. Tiền lệ pháp còn là quá trình làm luật của toà án trong việc công nhận và áp dụng các nguyên tắc mới trong quá trình xét xử.
Đây là một hình thức pháp luật chiếm vị trí quan trọng trong hệ thống pháp luật Anh–Mỹ (Anglo–Saxon). Hình thức này được sử dụng rộng rãi trên thế giới, là nguồn chủ yếu và quan trọng trong hệ thống pháp luật của các quốc gia trong Khối Thịnh vượng chung Anh, bao gồm Anh, hầu hết các tiểu bang của Hoa Kỳ (ngoại trừ tiểu bang Louisiana), Canada (ngoại trừ tỉnh bang Québec) và các thuộc địa trước kia của Anh cũng như các lãnh thổ được ủy trị của Hoa Kỳ.
Trong hệ thống pháp luật Dân sự (Civil Law) hay còn gọi là Dân luật (như một số nước Pháp, Đức, và Ý), hình thức này chỉ được coi là nguồn thứ yếu. Dù vậy, tiền lệ pháp ngày càng có vai trò quan trọng trong hệ thống Dân luật, đặc biệt là trong thời đại toàn cầu hóa hiện nay, nhất là đối với lĩnh vực hợp đồng. Đối với nước Nga và các nước Đông Âu, sau khi Liên bang Xô viết và các nước xã hội chủ nghĩa ở Đông Âu sụp đổ, tiền lệ pháp đã được công nhận như là một nguồn luật chính thức.
Ở Việt Nam, tại Việt Nam Cộng hòa, tiền lệ pháp cũng được coi là một nguồn trong lĩnh vực pháp luật dân sự. Trong khi đó, ở miền Bắc Việt Nam và sau này là Cộng hòa xã hội chủ nghĩa Việt Nam, tiền lệ pháp không được thừa nhận là một nguồn chính thức. Nhưng thực tế nó vẫn tồn tại thông qua những biến tướng là việc "hướng dẫn xét xử" của tòa cấp trên (để lấp những "lỗ hổng" pháp lý đang tồn tại).
Hiện nay, đã có những tín hiệu khả quan cho thấy trong tương lai không xa, tiền lệ pháp sẽ trở thành một nguồn luật chính thức được công nhận. Minh chứng cụ thể là việc Tòa án Nhân dân Tối cao đã xuất bản hai tuyển tập quyết định giám đốc thẩm (về dân sự và hình sự) và chủ trương phát triển án lệ của Bộ Chính trị Đảng Cộng sản Việt Nam nhằm đáp ứng yêu cầu hội nhập với thế giới.

## Thuật ngữ
Có nhiều thuật ngữ khác nhau có liên quan mật thiết đến tiền lệ pháp, kéo theo đó là nhiều quan điểm, cách hiểu khác nhau về nó cùng với những tranh cãi nhất định. Đó chính là án lệ và Thông luật.
- Dưới góc độ từ vựng:

Có thể nói đây là ba từ ngữ tương tự nhau cùng chỉ về một khái niệm, và có thể sử dụng thay thế cho nhau, nhiều từ điển tiếng Anh đã dẫn chiếu qua lại các từ này.
- Thuật ngữ tương đồng:

Đối với hai thuật ngữ tiền lệ pháp và án lệ, đây là hai thuật ngữ có 
quan hệ gần gũi hơn cả. Theo quan điểm của nhiều nhà nghiên cứu (bao gồm cả ở Anh là nơi ra đời Thông luật) thì án lệ được hiểu theo hai nghĩa, nghĩa rộng và nghĩa hẹp.
1. Theo nghĩa rộng, Án lệ là nguyên tắc bắt buộc đòi hỏi thẩm phán trong hệ thống các cơ quan Toà án khi xét xử một vụ việc cụ thể cần phải căn cứ ngay vào các bản án, các vụ việc trước đó, đặc biệt là các phán quyết của các Tòa cấp cao, Tòa phúc thẩm và Tòa án tối cao, hay là những nguyên tắc không theo luật định được đưa ra từ các quyết định tư pháp, hay là hệ thống những nguyên tắc bất thành văn đã được công nhận và hình thành thông qua các quyết định của Tòa án.
2. Theo nghĩa hẹp, Án lệ được hiểu bao gồm toàn bộ các quyết định, bản án được tuyên bố bởi tòa án và có giá trị như nguồn luật áp dụng cho các vụ việc xảy ra sau này, hay là việc đưa ra những nguyên tắc, nền tảng cho những vụ việc xảy ra sau này, hay là cách thức sử dụng các nguyên tắc có sẵn như là những căn cứ áp dụng để quyết định các vụ việc xảy ra trong tương lai.
Tựu trung lại, các quan điểm này đều tiếp cận thuật ngữ án lệ ở góc độ rộng nhất (bao gồm cả nghĩa rộng và nghĩa hẹp). Với cách tiếp cận như vậy, có thể thấy thuật ngữ án lệ đã chứa những nội dung cơ bản của thuật ngữ tiền lệ pháp và đây là hai thuật ngữ khác nhau nhưng đều chỉ về cùng một khái niệm, có thể được coi như nhau.
Một số quan điểm cho rằng về mặt bản chất, án lệ cũng chính là tiền lệ pháp. Bởi cả hai đều xuất phát từ cơ quan tư pháp (Tòa án) và hình thành qua quá trình xét xử. Mặt khác, tiền lệ pháp là thuật ngữ dùng để chỉ về một hình thức pháp luật còn án lệ dùng để chỉ về nguồn của pháp luật (mà nguồn của pháp luật cũng chính là hình thức pháp luật).
Về mặt từ vựng, một số từ điển tiếng Anh khi diễn giải các từ ngữ này cũng cho kết quả tương tự nhau.
Các quan điểm khác thì cho rằng, tiền lệ pháp và án lệ là hai khái niệm độc lập với nhau. Tiền lệ pháp được hiểu là việc làm luật của tòa án trong việc công nhận và áp dụng các nguyên tắc mới trong quá trình xét xử trên cơ sở những vụ việc đã được quyết định trước đây cho những trường hợp và vấn đề tương tự. Còn án lệ (Case Law) là tập hợp các vụ việc đã được xét xử của cơ quan tư pháp trong quá trình xét xử, hay chỉ đơn thuần là các phán quyết của Tòa án (bản án), được dùng làm cơ sở cho việc giải quyết các vụ việc tương tự trong tương lai.
Nói một cách khác, tiền lệ pháp là một hình thức pháp luật hay quá trình làm luật của tòa án, Án lệ là những bản án, quyết định mà toà án làm căn cứ để áp dụng cho những vụ việc có tình tiết tương tự sau này. Đây không phải là hai từ đồng nghĩa và dẫn chiếu đến nhau.
Thông thường, người ta gọi các bản án có giá trị áp dụng tương tự sau này và được lưu trong các tập san do cơ quan nhà nước có thẩm quyền công bố là những án lệ. 
Ví dụ: Án lệ có tên là: Moorgate Mercantili v Twitchings [1976].1.QB, 225, CA.
Có thể hiểu đây là Vụ án Moorgate Mercantili kiện Twitchings, quyết định đưa ra và xuất bản vào năm 1976, tập 1. Bản án này được đưa ra bởi Tòa Phúc thẩm sau khi xem xét bản án bị kháng cáo được tuyên từ Tòa Nữ hoàng (là tòa cấp dưới). Vụ việc này được bắt đầu từ trang 225.
Cụ thể hơn là: Moorgate Mercantili là tên nguyên đơn; Twitchings là bị đơn; Chữ "v" là viết tắt của từ "Versus" có nghĩa là "kiện", "chống lại"; [1976] là năm ra phán quyết; số "1" là bản án được trích từ tập san án lệ (Law Reports) số 1; số "225" là số trang trong tuyển tập của vụ án này; chữ "QB" là viết tắt của Tòa Nữ hoàng (Queen Banch) và chữ "CA" ở sau cùng là viết tắt của Tòa Phúc thẩm (Court of Apeal).
Đây là một vụ kiện giữa Moorgate Mercantili kiện Twitchings về việc ông ta đã gây thiệt hại cho mình do đã có những hành vi làm cho ông này tin tưởng. Vụ án này đã được phúc thẩm phán Lord Dening đã đưa ra những phán quyết, trong đó có giải thích chế định "Estoppel" ("Ngăn không cho phủ nhận") như sau: Khi một người đã thể hiện bằng lời nói, lời hứa, và các hành vi cụ thể của mình làm cho người khác tin và thiết lập giao dịch với mình, thì anh ta không được quyền thoái thác các nghĩa vụ phát sinh từ lời hứa và các hành vi cụ thể của mình". Bản án đã trở thành án lệ. Nếu sau đó, có một vụ kiện tương tự ví dụ như: về một bên ra lời giao kết với bên khác mà không thực hiện lời giao kết của mình làm bên kia thiệt hại thì có thể bị kiện và bị xử thua, căn cứ vào án lệ này. Vấn đề nằm ở chỗ, nguyên đơn hay luật sư của họ có tìm ra được án lệ này trong muôn vàn bản án đã tuyên trước đó hay không.
Trong lĩnh vực tư pháp quốc tế, án lệ còn được hiểu theo nghĩa là tiền lệ án hay thực tiễn tòa án, đó là các bản án hoặc quyết định của tòa án mà trong đó thể hiện các quan điểm của thẩm phán đối với các vấn đề pháp lý mang tính chất quyết định trong việc giải quyết các vụ việc nhất định và mang ý nghĩa giải quyết đối với các quan hệ tương ứng trong tương lai.
- Quan hệ với Thông Luật:

Ngoài mối quan hệ mật thiết với thuật ngữ án lệ, tiền lệ pháp còn có mối quan hệ mật thiết với thuật ngữ Thông luật (Common Law).
Về mặt từ vựng, đây là những khái niệm có nội dung gần nhau và có thể thay thế cho nhau. Mặc dù vậy, thuật ngữ Thông luật (hay còn biết đến như là luật chung, luật thông lệ, luật án lệ) có nội dung rộng hơn nhiều so với thuật ngữ tiền lệ pháp hoặc thuật ngữ án lệ.
Thông luật được sử dụng để chỉ về một bộ phận trong hệ thống pháp luật Anh (bộ phận kia là Luật công bình hay Luật công lý – Equity Law). Nó còn được dùng để chỉ tên gọi của một truyền thống pháp luật (hay hệ thống pháp luật) lớn trên thế giới - Hệ thống pháp luật Anh - Mỹ hay còn được biết đến với các tên khác như: Hệ thống pháp luật Anglo - Saxon, hệ thống Thông luật, Hệ thống luật Án lê.... Trong Thông luật còn bao gồm cả luật tập quán (tục lệ) và án lệ.
Trong khi đó tiền lệ pháp hay án lệ chỉ bao gồm các bản án, quyết định của toàn án được áp dụng để giải quyết các vụ việc tương tự về sau.
- Sử dụng các thuật ngữ này như thế nào:

Có thể thấy, các thuật ngữ tiền lệ pháp, án lệ và Thông luật đều có nội dung khá tương tự nhau (thậm chí có thể sử dụng để thay thế cho nhau). Nhưng tùy vào ngữ cảnh khác nhau thì sử dụng khác nhau.
Nếu chúng ta xem xét nó dưới góc độ là hình thức pháp luật (là sự biểu hiện ra bên ngoài của pháp luật, cách thức mà giai cấp thống trị nâng ý chí của mình thành luật), xem xét nó trong mối tương quan với tập quán pháp và văn bản pháp và xem xét ở một mức độ rộng rãi thì ưu tiên sử dụng thuật ngữ tiền lệ pháp (Precedent).
Nếu chúng ta xem xét ở mức độ hẹp hơn hay đơn thuần chỉ là những bản án cụ thể của Tòa án (được áp dụng cho những vụ việc có tình tiết hoặc vấn đề tương tự sau này) cũng như xem xét với tư cách là một nguồn của pháp luật thì ưu tiên sử dụng thuật ngữ án lệ (Case Law).
Nếu chúng ta xem nó là một bộ phận trong hệ thống pháp luật (ở Anh) hay là một truyền thống pháp luật, hoặc xem xét lịch sử phát triển của nó thì ưu tiên sử dụng thuật ngữ Thông luật (Common Law).
- Tiền lệ hành chính:

Ở Việt Nam và các nước theo truyền thống pháp luật Xã hội chủ nghĩa, khái niệm tiền lệ pháp, bên cạnh yếu tố các bản án, quyết định của tòa án (giống như quan điểm theo truyền thống pháp luật Anh – Mỹ và truyền thống Dân luật) còn có yếu tố "quyết định của cơ quan hành chính nhà nước".
Cụ thể hơn, tiền lệ pháp được hiểu bao gồm tiền lệ hành chính (những quyết định của cơ quan hành chính Nhà nước) và tiền lệ tư pháp (bản án, quyết định của Tòa án).
Đây là những quan điểm mang tính chính thống tại Việt Nam hiện nay, được phổ biến rộng rãi trong các trường đại học, cao đẳng. Có ý kiến còn cho rằng tiền lệ pháp chỉ bao gồm quyết định cá biệt của cơ quan hành chính nhà nước, không bao gồm bản án, quyết định của tòa án.

## Lịch sử hình thành

### William I và cuộc chinh phạt nước Anh

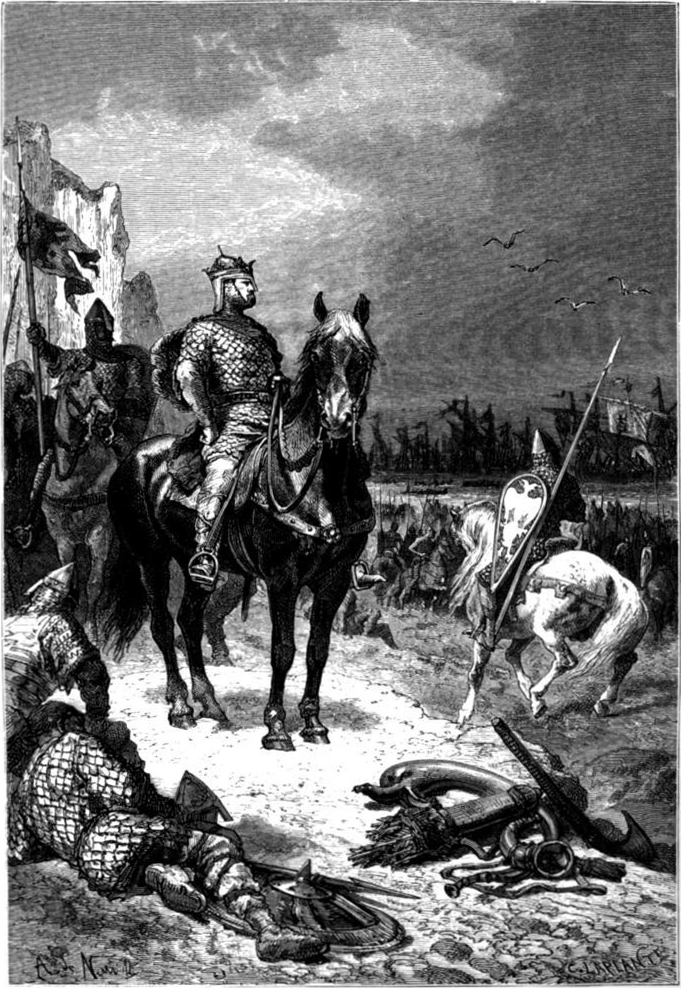
Vua William I của Anh (1028 - 1087)

Vào năm 1066, trong trận chiến Hastings, quân Norman do công tước William (còn biết đến với tên gọi William – "Kẻ chinh phục") chỉ huy đã đánh bại quân Ăng-lô Sắc-xông do vua Harold II chỉ huy, thống nhất nước Anh. William lên ngôi vua nước Anh với tên gọi là William I - trị quốc từ năm 1066 đến khi qua đời năm 1087. Từ đây mở ra một thời kỳ mới trong lịch sử nước Anh, thời kỳ mà nước Anh dưới sự cai trị của người Norman và cũng là thời kỳ khởi đầu cho giai đoạn hình thành Thông luật.
Sau khi lên ngôi, William I đã thực hiện một loạt hành động mạnh mẽ như trấn áp bạo loạn, cũng cố vương quyền, thực hiện xây dựng bộ máy hành chính và cải cách tư pháp. Đó là những tiền đề quan trọng cho sự ra đời của Thông luật (hay là tiền lệ pháp, án lệ). Vốn là một người Pháp gốc Norman, nhưng ông không muốn người dân bản địa xem mình là kẻ xâm lược nước Anh mà xem mình là người Anh. Vì thế, ông tự xưng mình là người thừa kế hợp pháp của các ngôi vua Anglo-Saxon, đồng thời William không vội vàng áp đặt pháp luật của người Norman đối với cư dân bản địa, không huỷ bỏ các tập quán truyền thống của Anh và hệ thống toà án địa phương hoặc thay đổi chúng một cách đột ngột. Nhà vua vẫn giữ nguyên hệ thống pháp luật ở Anh, đi kèm với nó là hệ thống tòa án ở mỗi địa phương. Các toà án này vẫn tiếp tục áp dụng tục lệ từ trước của họ mà chưa có bộ luật nào chung cho toàn vương quốc.

### Tòa án Hoàng gia được thiết lập
Ở nước Anh trước đó, tồn tại nhiều vùng, miền khác nhau với nhiều tập quán khác nhau, những tập quán này được người Anh gọi là Luật ví dụ như: Luật Dane được áp dụng ở miền bắc, Luật Mercia ở miền trung và Luật Wessex ở miền tây và miền nam. Cùng với đó là sự hiện diện của nhiều hệ thống tòa án khác nhau (gọi là các Tòa án truyền thống). Ở mỗi địa phương, đều có những Tòa địa hạt (County Court) được chủ trì bởi các giám mục và các hạt trưởng, thực hiện việc xét xử dựa trên những tập quán địa phương. Ngoài ra, còn có Tòa án Giáo hội sử dụng luật của Giáo hội (Canon Law), tòa án ở các thành phố áp dụng Luật thương gia và Tòa Lãnh chúa áp dụng các quy tắc tập quán phong kiến.
Khi lên ngôi, nhà vua đã thiết lập ở Anh một tòa án đặt tại cung điện Buckingham (ở Khu vực Westminster gọi là Tòa Hoàng gia. Ban đầu, Tòa án này không có thẩm quyền toàn diện vì đây là tòa án riêng để giải quyết các vụ việc liên quan tới những người Norman cùng đến Anh với William I. Tới thế kỷ XII, Tòa Hoàng gia đã thay mặt Nhà vua xét xử một số vấn đề về quyền đối với đất đai, thu thuế, trừng phạt các tội phạm hình sự nghiêm trọng cũng như giải quyết một số tranh chấp nhất định, nhất là những tranh chấp có liên quan đến sự ổn định của vương triều. Sự mở rộng thẩm quyền của Tòa Hoàng gia đi kèm là sự mở rộng về mặt quy mô, cơ cấu tổ chức của Tòa án này.
Dù vậy, bên cạnh Tòa hoàng gia ở trung ương ngày càng có vị trí quan trọng, thì ở Anh các tòa địa phương vẫn tồn tại và có thẩm quyền rộng, giải quyết hầu hết các tranh chấp (trừ những tranh chấp thuộc thẩm quyền của Tòa Hoàng gia), qua đó cạnh tranh với sự tồn tại của Tòa án này. Nhưng trong quá trình cạnh tranh, Tòa Hoàng gia dần dần giành được ưu thế (vì hiện đại và chuyên nghiệp hơn, được sự quan tâm, đầu tư rất lớn từ phía triều đình), các vụ tranh chấp khó giải quyết đều dồn lên cho Tòa Hoàng gia, số lượng đơn khiếu nại của người dân dần chuyển sang Tòa Hoàng gia. Tòa Hoàng gia đã xét xử nhiều vụ hơn so với giới hạn ban đầu. Hệ quả là các Tòa Hoàng gia dần mở rộng đến mức các toà án địa phương mất tác dụng và cuối cùng, Tòa Hoàng gia đã thay thế các tòa truyền thống để trở thành cơ quan xét xử duy nhất nước Anh.

### Tiền lệ pháp ra đời
Với mục đích tăng uy tín của tòa Hoàng gia để, góp phần giải quyết thấu đáo các đơn thư khiếu nại của các địa phương gửi lên. Từ thời Vua William I, rất nhiều thẩm phán của Tòa hoàng gia đã được phái đi thực tế tại các địa phương. Những vị thẩm phán này trở thành những thẩm phán lưu động (Travelling Justice) có nhiệm vụ đi khắp đất nước, đến tất cả các vùng thuộc quyền cai trị của Nhà vua, nhân danh Nhà vua để xét xử các vụ việc tại địa phương bằng các phiên tòa xét xử lưu động (Hình thức này cũng giống như các khâm sai đại thần hay án sát ngự sử ở một số nước phương Đông như Trung Quốc, Việt Nam, Triều Tiên thời phong kiến).
Ở các vùng được gửi đến để thực hiện nhiệm vụ, các vị thẩm phán trong thời gian đầu đã áp dụng những tập quán và luật pháp của vùng để xét xử các vụ án mà không hề áp đặt pháp luật của Hoàng gia (có lẽ là theo ý chỉ của Nhà Vua). Khi giải quyết các tranh chấp theo luật lệ địa phương thì nảy sinh vấn đề là: ở Anh có quá nhiều tập quán khác nhau tại mỗi vùng miền khác nhau, mỗi tòa án áp dụng một kiểu luật. Cho nên có trường hợp cùng một vụ việc nhưng đến các vùng khác nhau thì các vị thẩm phán phải giải quyết vụ việc đó theo các cách khác nhau (phải tuân thủ tập quán và pháp luật tại mỗi vùng đó). Việc phải giải quyết kiểu như vậy dẫn đến không thống nhất trong xét xử, gây khó khăn cho các vị thẩm phán.
Tuy vậy, sau thời gian thực thi những nhiệm vụ tại mỗi vùng đất khác nhau, những vị thẩm phán thường trở lại Westminster (họ vẫn giữ chỗ ở thường xuyên về mùa đông tại Luân Đôn) để thảo luận, trao đổi những vấn đề về tập quán và luật pháp của vùng mà mình đã áp dụng để xét xử cho từng vụ việc. Các vị thẩm phán đã làm quen với tất cả các tập quán khác nhau và mỗi khi gặp nhau họ thường thảo luận, so sánh các điểm mạnh, điểm yếu của các tập quán địa phương khác nhau cũng như những kinh nghiệm trong quá trình xét xử. Sau đó, họ chọn lọc ra những vụ việc hợp lý, những phán quyết có tính thuyết phục cao của các vị thẩm phán ở các vùng khác nhau để làm cơ sở cho các vị thẩm phán tham khảo và áp dụng khi xét xử các vụ án có tình tiết tương tự sau này.
Cách áp dụng tương tự này dần dần được coi như những tiền lệ và dần dà điều này đưa đến kết quả là các thẩm phán Hoàng gia ngày càng áp dụng thường xuyên hơn các quy định của pháp luật giống nhau trên khắp đất nước, những phán quyết này được xem là "khuôn vàng thước ngọc" cho các thẩm phán áp dụng giải quyết các vụ việc khác. Đồng thời, để đảm bảo cho việc thực hiện các phán quyết mang tính chất khuôn mẫu đó, các thẩm phán đã xây dựng nên nguyên tắc tiền lệ - "Stare decisis", có nghĩa là "tiền lệ phải được tôn trọng". Theo nguyên tắc này, bất kỳ ở nơi đâu phát sinh những vấn đề mang tính chất pháp lý thì khi đưa ra phán quyết phải tuân theo những trường hợp tương tự đã giải quyết trước đây và những bản án khuôn mẫu của tòa án trước đây được gọi là án lệ.
Về sau nguyên tắc này được cơ quan chuyên trách pháp luật của nhà Vua công nhận như một nguyên tắc xét xử chung cho toàn thể mọi vùng lãnh thổ nước Anh, đó chính là sự ra đời của tiền lệ pháp. Tiền lệ pháp ra đời dẫn đến Tòa Hoàng gia có thể xét xử các vụ việc xảy ra ở các địa phương khác nhau theo nguyên tắc pháp luật chung, từ đó Quyết định của các toà án hoàng gia dần dần trở thành luật chung cho cả vương quốc, kể từ lúc này, hệ thống pháp luật của nước Anh cơ bản được thống nhất. Thuật ngữ "Common Law" – Thông luật hay Luật thông lệ (nghĩa đen là pháp luật chung) đã ra đời và được hiểu là truyền thống pháp luật dựa trên các án lệ (luật án lệ).
Có thể nói, tiền lệ pháp ra đời gắn với sự ra đời của Thông luật, nó chính là hình thức pháp luật và là nguyên tắc pháp lý đặc trưng của hệ thống pháp luật Anh. Sự ra đời của nó đáp ứng yêu cầu thống nhất pháp luật và sự tập quyền tư pháp của chế độ quân chủ ở Anh trong thời kỳ này. Xem xét ở góc độ cụ thể, chúng ta có thể nhận thấy, sự ra đời của tiền lệ pháp gắn chặt với sự ra đời và vai trò của Tòa Hoàng gia mà trước hết là đội ngũ thẩm phán lưu động. Không thể nói tiền lệ pháp ra đời năm 1066 hay khi Tòa Hoàng gia được thiết lập vì tiền lệ pháp được hình thành qua một quá trình lâu dài (ít nhất phải đến thế kỷ XII), nhưng cuộc xâm lược nước Anh của William I và Tòa hoàng gia được thiết lập là điều kiện then chốt dẫn đến sự ra đời của nó. Tiền lệ pháp giúp cho thẩm quyền và quy mô của Tòa Hoàng gia được mở rộng (vì đây là "con át chủ bài" giúp Tòa Hoàng gia xét xử một cách có hiệu quả, tăng sự cạnh tranh với các Tòa truyền thống), ngược lại sự lớn mạnh của Tòa Hoàng gia là yếu tố quan trọng giúp cho tiền lệ pháp được phổ biến trên toàn cõi Anh.
Ngoài ra, tiền lệ pháp ra đời bên cạnh vai trò của các thẩm phán trong việc xây dựng và áp dụng những nguyên tắc mới trong quá trình xét xử, còn do sự kế thừa trực tiếp từ hình thức tập quán pháp, đó là những tập quán khác nhau ở mỗi địa phương mà các thẩm phán đã chọn lọc, thao khảo và dùng làm cơ sở để đưa ra phán quyết. Sự kế thừa này là một điều tất yếu vì đây chính là đặc điểm mang tính lịch sử của pháp luật Anh, đó là tình kế thừa và "tính kết nối bền vững không thể phủ nhận được với quá khứ". Chính vì thế khi nói đến Thông luật, bên cạnh tiền lệ pháp, ta không thể không nhắc đến tập quán pháp.
Một yếu tố không thể không nhắc đến, đó là tầm nhìn sáng suốt của vua William I và những người kế vị của Vương triều Norman. Vốn là một người ngoại quốc, nhưng William đã khôn khéo hợp pháp hóa sự hiện diện của mình về mọi mặt trên toàn cõi nước Anh. 
Về mặt pháp luật, ông không vội vã áp đặt pháp luật của Vương triều người Norman hay ý chí của ông lên nước Anh (điều mà ông ta có khả năng thực hiện). Vì ông ta tin chắc rằng, việc thay đổi những cái đã có sẽ dẫn đến sự phản kháng của người dân bản địa, nơi mà luôn coi trọng những giá trị truyền thống đến mức bảo thủ. Ông đã khôn khéo đi từ truyền thống của chính người Anh, qua tay của những thẩm phán của ông để xây dựng nên một thứ pháp luật mà vua William và con cháu của ông có thể kiểm soát được. 
Ông không tuyên bố đặt ra luật lệ nhưng thẩm phán của ông sẽ làm điều đó. Trong quá trình xét xử, họ đã dần dần bổ sung vào luật lệ của người Anh những quan điểm, ý chí (hay lợi ích) của họ thông qua các bản án. Các bản án này lại nhân danh những tập truyền thống để rồi dần dần thay thế nó thông qua việc đưa ra nguyên tắc tuân thủ án lệ thay vì tuân thủ tập quán. Người bản địa "ngây thơ" chấp nhận những án lệ đó như là truyền thống của mình (thực tế trong giai đoạn đầu, các án lệ vẫn vận dụng những tập quán truyền thống, nhưng những giai đoạn sau khi án lệ đã hoàn toàn thay thế tập quán thì rất khó để khẳng định các quan tòa trong khi xét xử có áp dụng tập quán pháp hay không) và ra sức tuân thủ, và như vậy William I và những người kế thừa của ông đã thành công. Đây cũng là sự sáng suốt của William "kẻ chinh phục" - người được xem là một trong những vị vua tài giỏi bậc nhất thế giới trong lịch sử nhân loại.

### Sự khẳng định
Sau khi ra đời, qua quá trình phát triển thăng trầm của lịch sử, có lúc phải chịu lùi bước trước Luật công bình - là đối tượng cạnh tranh quyết liệt với tiền lệ pháp.
Vì tiền lệ pháp bắt nguồn từ quyết định của các tòa án (xuất xứ truyền thống của tiền lệ pháp là các án lệ) chứ không phải luật do cơ quan lập pháp ban hành, mặt khác tiền lệ pháp lại dựa trên truyền thống án lệ lâu đời cho nên theo thời gian, tiền lệ pháp đã biến thành một tập hợp các quy định tố tụng cứng nhắc và máy móc. Không theo kịp với những thay đổi của xã hội Anh lúc bấy giờ mà còn bảo thủ, trì trệ. Cho nên, nhà vua đã chấn chỉnh bằng cách không ban hành luật mới mà lại thành lập một loại tòa án mới - đó là Tòa Công lý (hay Tòa Công bình).
Nếu một thần dân cho rằng một quyết định theo các án lệ trước đó là không công bằng thì có thể thỉnh cầu lên nhà vua. Do có quá nhiều thỉnh cầu như vậy, nhà vua phải cho thành lập Tòa Đại pháp quan (The Court of Chancery) do một viên Đại Pháp quan đứng đầu (Thường thì viên Đại pháp quan này xuất thân là tể tướng hoặc là người đứng đầu Giáo hội ở Anh). Tòa Đại pháp quan này xét xử dựa trên các lẽ công bình và "tình yêu của Chúa trời", từ đó hình thành nên nguyên tắc xét xử công bằng (in equity - công bằng và bình đẳng). Tòa án này được phép tự quyết định cách điều chỉnh sự phán xử theo luật thông lệ trước đó, đồng thời chịu ảnh hưởng rất mạnh mẽ của các quy tắc tôn giáo, quyết định của tòa án này đã sản sinh ra một loại luật được gọi là luật công bình, cũng dựa trên quyết định các tòa án từ trước.
Sau khi Tòa đại pháp quan và Luật công bình ra đời đã được sự đón nhận nhiêt liệt của nhân dân, đặc biệt là các tầng lớp nghèo khổ. Tòa đại pháp quan nhận được nhiều thư thỉnh cầu giải quyết của các thần dân các thẩm phán phải "đầu tắt mặt tối" giải quyết khiếu kiện, quyền lực và uy tín của Đại pháp quan được cũng cố. Trong lúc đó các Tòa Hoàng gia lại có nguy cơ rơi vào tình trạng "ngồi chơi xơi nước".
Tuy vậy, việc xét xử mà chỉ đơn thuần dựa vào đạo đức và niềm tin tôn giáo một cách ngây thì khó có thể có hiệu quả lâu dài, chính vì vậy, sau một thời gian phát triển, Luật công bình đã bọc lộ những hạn chế (một trong những hạn chế đó là dựa quá nhiều vào tình cảm, đạo đức và vai trò của người xét xử), và đó là cơ hội cho Thông luật hay tiền lệ pháp với những giá trị không thể phủ nhận của nó đã khẳng định được ưu thế của mình trong lịch sử pháp luật Anh nó riêng cũng như lịch sử pháp luật thế giới nói chung.
Thông luật (với nguyên tắc cơ bản là tiền lệ pháp) đã được phổ biến rộng rãi trên thế giới. Vào thế kỷ thứ XVIII – XIX, Đế quốc Anh đã mang tiền lệ pháp sang tất cả các lục địa (trước hết là những thuộc địa của họ). Tiền lệ pháp đã được tiếp nhận ở nhiều nước, nhưng thành công nhất là ở các quốc gia nơi người định cư Châu Âu chiếm số đông và áp đặt luật lệ của họ lên người bản địa như: Úc, Canađa, New Zealand và Hoa Kỳ (Louisiana đã có luật thành văn trước khi trở thành một tiểu bang của Hoa Kỳ).
Thông luật cũng được áp đặt ở nhiều thuộc địa khác nhưng thường được điều chỉnh để thích ứng với tập tục địa phương. Trong một vài trường hợp, Hoa Kỳ đã áp đặt nhiều phần của tiền lệ pháp đối với các lãnh thổ uỷ trị mới (như tại Philippines). Tại châu Phi và châu Á, luật thông lệ vẫn được áp dụng ở các thuộc địa cũ của Anh Quốc. Ngày nay, Ấn Độ là nước theo tiền lệ pháp đông dân nhất. Và hệ thống Thông luật (Common Law) (hay hệ thống pháp luật Anh – Mỹ hay Hệ thống pháp luật Anglo – Saxon hay hệ thống luật Án lệ) cùng với hệ thống pháp luật Châu âu lục địa (Dân luật) trở thành một trong hai hệ thống pháp luật phát triển nhất và có ảnh hưởng rộng rãi nhất trên thế giới.
Hiện nay, mặc dùn trải qua nhiều sự thăng trầm của lịch sử, sự giao thoa, ảnh hưởng lẫn nhau của các hệ thống pháp luật do quá trình toàn cầu hóa, nhưng ở Hệ thống pháp luật Anh – Mỹ thì án lệ là nguồn cơ bản của pháp luật. Đặc biệt, ở Vương quốc Anh thực thi một hệ thống tiền lệ pháp – đó là hệ thống các quyết định và bản án của tòa án có tính chất chỉ đạo giải quyết và thi hành pháp luật, nhưng đồng thời cũng là quy trình hình thành pháp luật mới.
Để giải quyết các tranh chấp trong lĩnh vực Tư pháp quốc tế, thẩm phán tòa án Anh, Mỹ thường áp dụng tiền lệ án hơn là áp dụng quy phạm luật. Đây là xu hướng chung trong hệ thống pháp luật nước này: Điều chỉnh các quan hệ dân sự có yếu tố nước ngoài bằng các quy phạm tiền lệ pháp hơn là bằng các văn bản quy phạm pháp quy. Và như vậu hệ thống các án lệ ở nước này đóng vai trò quyết định và cơ bản trong hệ thống luật pháp. Điều đó đã khẳng định sự tồn tại của tiền lệ pháp.

## Điều kiện để một bản án trở thành án lệ
Trong Thông luật, không phải mọi bản án, quyết định của các tòa án đều trở thành án lệ. Một bản án phải đáp ứng các yếu tố cơ bản sau đây để trở thành án lệ:

### Phải có vấn đề pháp lý
Nội dung của bản án được coi là án lệ phải liên quan đến vấn đề pháp lý (a point of Law).
Phần lớn các vụ án, các tranh chấp được giải quyết tại tòa án nước Anh không gặp phải những câu hỏi về vấn đề pháp lý, mà là những câu hỏi về sự kiện thực tế trong vụ án (a question of fact). Tức là khi các vấn đề pháp lý đã rõ, thì thẩm phán áp dụng luật đã có sẵn như thế nào trước các sự kiện thực tế trong vụ án, những bản án trong các vụ án này không tạo ra án lệ.
Một trong những yếu tố quan trọng để tạo ra án lệ là quyết định của thẩm phán trong vụ án cụ thể liên quan đến các vấn đề pháp luật (a point of Law) mới nảy sinh hoặc một nghi vấn pháp luật (question of Law). Đó là các vấn đề nảy sinh trong các vụ án có liên quan đến câu hỏi luật cần áp dụng đối với sự kiện thực tế (question of fact) nảy sinh trong vụ án là gì và nó được áp dụng vào các sự kiện thực tế trong vụ án như thế nào? Thực chất vấn đề pháp luật ở đâu chưa được giải quyết, chưa hề có lời giải đáp trong thực tiễn.
Do đó khi xét xử thẩm phán đã tìm ra lời giải đối với vấn đề pháp luật đặt ra trong vụ án. Và như vậy thẩm phán đã sáng tạo ra pháp luật. Điều này cũng đồng nghĩa với việc phán quyết của thẩm phán trong vụ việc cụ thể này đã tạo ra một án lệ (một tiền lệ pháp) cho các vụ việc trong tương lai.
Hãy tham khảo một án lệ cụ thể: R. v. Elizabeth Manley, [1933] (CA)
Vụ án này xảy ra vào năm 1933, liên quan đến cô Elizabeth Manley. Cô này đã trình báo với cảnh sát rằng có một người đàn ông đã đánh cô và lấy toàn bộ tiền bạc. Tuy nhiên, khi cảnh sát tiến hành điều tra đã phát hiện vụ việc trên là không có thật. Tòa án đã kết tội cô Elizabeth Manley với tội danh "làm ảnh hưởng đến trật tự công cộng ". Tội danh này không có trong luật (Đây là nội dung liên quan đến vấn đề pháp luật). Do đó, tòa án đã đưa ra hai lý do và sau đó hình thành nên tiền lệ. Thứ nhất, đặt người vô tội trước nguy cơ bị bắt giữ; thứ hai, là tốn thời gian và công sức cho cảnh sát trong quá trình điều tra một vụ việc không có thật.
Từ vụ án Alizabeth Manley đã hình thành nên một tiền lệ trong phán quyết của Tòa án " Bất kỳ người nào đặt người vô tội vào tình trạng bị truy tố và làm cảnh sát phải điều tra một vụ án không có thật thì bị buộc vào tội danh gây rối, ảnh hưởng đến trật tự công cộng".
Tiếp sau đó là vụ án của bà MayJones vào năm 1997 (theo Án lệ: R v MayJonnes [1997] (CA)). Bà Jones đang đi mua sắm ở cửa hàng thì phát hiện mình bị mất chiếc ví. Bà ta nhớ lại trước đây ít phút có một người đàn ông đã đi lướt qua và chạm vào người bà. Bà ta lập tức báo cảnh sát và miêu tả nhận dạng người đàn ông đấy. Ngày sau đó cửa hàng điện thoại đến và báo rằng bà Jones đã để quên ví tiền tại cửa hàng. Trong vụ này bà Jones cũng bị kết tội như cô Manley vì đã làm cảnh sát điều tra một vụ việc không có thật và đặt người vô tội trước rủi ro bị truy tố. Hai vụ án cách nhau 64 năm tuy nhiên tiền lệ trước đây vẫn được áp dụng để giải quyết cho vụ án sau (án bà May Jones) vì hai vụ án trên có tính chất tương tự với nhau.
Từ vụ án này cho thấy, tội danh "gây ảnh hưởng đến trật tự công cộng" chưa hề có trong mặt có nghĩa là hành vi của cô Manley trước khi có tội danh này rơi vào vấn đề pháp luật (đây cũng được gọi là "các vụ việc được giải quyết lần đầu"). Việc tòa án đưa ra tội danh này trong phán quyết đã làm ra án lệ và như vậy những hành vi tương tự như cô Manley sẽ bị áp dụng tội danh này. Giống như hành vi của bà MayJones sau này.

### Phải có quan điểm
Trong bản án phải thể hiện thái độ, quan điểm của thẩm phán hoặc của các thẩm phán trong hội đồng xét xử về các vấn đề pháp luật được đặt ra. Nếu không có quan điểm, đường lối giải quyết trong bản án thì không thể trở thành án lệ (vì án lệ có thể hiểu ở góc độ là một đường lối xét xử)
Thông thường những bản án tạo thành những án lệ phổ biến gắn liền với việc các thẩm phán thể hiện quan điểm của mình đối với vấn đề pháp luật đặt ra một cách rõ ràng, dứt khoát.
Ví dụ: Vụ án Moorgate Mercantili kiện Twitchings ở Án lệ: Moorgate Mercantili v Twitchings [1976].1.QB, 225, CA
Trong vụ án này, Thẩm phán Lord Denning đã thể hiện quan điểm của ông đối với việc áp dụng chế định Estoppel ("ngăn không cho phủ nhận") trong luật Anh một cách rất rõ ràng làm cơ sở để xử lý các vấn đề pháp lý được đặt ra trong vụ án này (xem chi tiết vụ án này ở phần thuật ngữ) và thuyết phục các bên, làm nên một bản án "thấu tình đạt lý", có giá trị to lớn về sau này.
Quan điểm và thái độ của thẩm phán đối với vấn đề pháp lý mới nảy sinh trong vụ án sẽ được chấp nhận khi thẩm phán có những lập luận đưa ra trong một án lệ phải hợp lý và có lô-gic pháp luật.
Cụm từ mà người ta dùng để đánh giá tính hợp tình hợp lý đối với thẩm phán "làm luật" sáng tạo ra pháp luật khi xét xử đó là "tính hợp lý" (Reasonnable) hay "lập luận hợp lý" (Rule of Law). Đặc điểm này là một đặc trưng rất cơ bản trong văn hóa pháp lý của các vị thẩm phán trong các hệ thống pháp luật bị ảnh hưởng bởi truyền thống Thông luật.
Hiện nay, lý luận về lập luận hợp lý là một yếu tố góp phần tạo ra án lệ không chỉ phổ biến ở trong hệ thống pháp luật các nước thuộc hệ thống thông luật, mà nó đã ảnh hưởng đến các án lệ của tòa án Châu Âu khi xét xử về các lĩnh vực của pháp luật thuộc phạm vi của Liên minh châu Âu. Ví dụ như nguyên tắc về lập luận hợp lý trong pháp luật cạnh tranh.

### Phải xuất phát từ tranh chấp
Án lệ do thẩm phán tạo ra phải xuất phát từ tranh chấp giữa các bên trong vụ án (Related to an issue raised by the arguments of the parties).
Điều này có nghĩa là án lệ được tạo ra trong bối cảnh phải có một tranh chấp xác định. Thẩm phán đứng trước nhiệm vụ phải đưa ra phán quyết trong tranh chấp giữa các bên, bằng cách này thẩm phán đã tạo ra luật trong một trường hợp cụ thể.
Nếu xét về con đường hình thành ra pháp luật thì cách tạo ra luật bởi thẩm phán (Judge – made law) trong điều kiện này khác hẳn với công việc xây dựng luật của các nhà lập pháp trong nghị viện. Các thẩm phán trong hệ thống Thông luật đặc biệt là trong pháp luật Anh không coi công việc của họ đơn thuần là áp dụng pháp luật mà họ còn có chức năng sáng tạo ra pháp luật (qua các án lệ) để góp phần hoàn thiện pháp luật.
Đối với những trường hợp mà dù đã có quy phạm pháp luật điều chỉnh quan hệ phát sinh tranh chấp, thì án lệ được tạo ra chính là lời giải đáp cho việc áp dụng các quy định pháp luật chứa đựng những nguyên tắc chung trong một trường hợp cụ thể. Một thực tế hiển nhiên là văn bản pháp luật do cơ quan lập pháp tạo ra rất nhiều trường hợp có chứa đựng các quy phạm với cách khái quát rất cao và trừu tượng.
Cũng có những trường hợp các nhà lập pháp không thể tiên đoán hết các thay đổi của điều kiện thực tế của cuộc sống xã hội: điều này tạo điều kiện cho các thẩm phán tạo ra các án lệ khi giải thích và áp dụng các văn bản luật cũng như các đạo luật. Cũng có những trường hợp án lệ được tạo ra trong một vụ án cụ thể phát sinh trên cơ sở tranh chấp giữa các bên không phải vì lý do luật chưa tiên đoán được sự việc trên thực tế sẽ phát sinh, cũng như lỗi về ngôn ngữ trong điều luật. Trường hợp này án lệ được ra khi điều luật cần áp dụng trong trường hợp phức tạp của thực tiễn.
Ví dụ: Án lệ Chief Adjudication Officer v Webber [1989], 11234, CA. 
Trong vụ Chief Adjudication Officer kiện Webber. Câu hỏi đặt ra trong vụ kiện này liên quan đến tranh chấp giữa bên nguyên đơn và bị đơn về khái niệm từ "Sinh viên" (Student). Cần hiểu như thế nào cho đúng để áp dụng theo quy định tại Điều 61 của Luật Hỗ trợ trong thu nhập năm 1987.
Theo luật này một người được coi là sinh viên từ thời điểm bắt đầu của khóa học tập trung chính quy cho đến tận ngày cuối cùng của khóa học, kể cả thời gian của các kỳ nghỉ.
Án lệ trong vụ Chief Adjudication kiện Webber có khác biệt ở chỗ thẩm phán của Tòa phúc thẩm xét xử vụ kiện này tuyên bố định nghĩa từ "sinh viên" nói trên không áp dụng đối với người đã thi trượt một số đơn vị học phần và phải thi lại như những sinh viên tại chức (A part – time student).
Như vậy có thể nói, án lệ trên do thẩm phán tạo ra luôn dựa trên cơ sở của các vụ kiện cụ thể, và khi nó được coi là án lệ thì có thể áp dụng cho các vụ việc trong tương lai có những tình huống tương tự. Khi đó, những nội dung của án lệ sẽ được các thẩm phán viện dẫn, nhắc lại để phục vụ cho lập luận hợp lý của họ.

### Phải có thẩm quyền
Án lệ được tạo ra bởi tòa án có thẩm quyền.
Án lệ được thiết lập ngay tại Tòa án, tuy nhiên không phải tòa án nào cũng tạo ra án lệ mà những bản án, quyết định thuộc các Tòa có thẩm quyền mới đáp ứng điều kiện để trở thành án lệ. Ở nước Anh, việc hình thành án lệ, hệ thống thứ bậc và hiệu lực án lệ gắn bó mật thiết với tổ chức và hoạt động của hệ thống Tòa án. Ví dụ ở Anh:
- Cấp độ thấp nhất trong hệ thống Tòa án là tòa án địa phương (Tòa Địa hạt – County Court), Tòa án quận, Tòa sơ thẩm ở các thành phố lớn. Gọi chung là các Tòa sơ cấp, phán quyết của các tòa sơ cấp không được coi là án lệ.
- Tòa cấp cao (Hight Court) bao gồm 3 phân tòa là Tòa Công bình, Tòa Nữ hoàng, Tòa Gia đình. Phán quyết của tòa cấp cao dù chỉ là các phán quyết tại các phiên xét xử sơ thẩm nhưng các phán quyết đó có giá trị như án lệ. Án lệ của tòa cấp cao có giá trị bắt buộc đối với các tòa địa phương và tòa sơ thẩm ở các thành phố. Xét về mặt thứ bậc hiệu lực thì phán quyết của tòa cấp cao đương nhiên không phải là án lệ có tính bắt buộc đối với tòa án ở cấp cao hơn.
- Tòa phúc thẩm (Court of appeal) có cấp độ cao hơn tòa cấp cao và tòa Hoàng gia. Do tính chất và thẩm quyền của tòa phúc thẩm cho nên các bản án của Tòa phúc thẩm rất có giá trị 25% được xuất bản thành các tập án lệ và có giá trị bắt buộc đối với các tòa cấp dưới và ngay cả tòa phúc thẩm.
- Thượng nghị viện (House of Lord) – Đây là cấp tòa tối thượng trong hệ thống tòa án Anh. Án lệ của thượng nghị viện (3/4 trong đó được xuất bản) có giá trị bắt buộc đối với tất cả các tòa án cấp dưới và đối với cả thượng nghị viện. Tuy nhiên do yêu cầu của việc phát triển pháp luật, vào năm 1966, thượng viện tuyên bố rằng thượng nghị viện sẽ không bị bắt buộc phải theo các án lệ của chính mình.[49]

### Phải được công bố và hệ thống hóa
Các phán quyết phải được công bố và hệ thống hóa. Việc công bố và hệ thống hóa án lệ phải tuân theo một trình tự thủ tục chặt chẽ.
Đây là hoạt động có vai trò rất quan trọng để một bản án trở thành án lệ nhất thiết phải qua khâu này. Đây là một trong những đặc điểm của án lệ và cũng là một trong những nguyên tắc xây dựng án lệ – tiền lệ pháp.
Xem phần lưu trữ và công bố án lệ.

### Phải gắn với nguyên tắc tiền lệ
Án lệ khi được giải thích và áp dụng phải gắn liền với nguyên tắc "Stare decisis" - Tiền lệ phải được tôn trọng.
Trong hệ thống pháp luật Anh cũng như các nước việc giải thích và áp dụng các án lệ là một khâu cực kỳ quan trọng trong đó việc giải thích các án lệ là điểm mấu chốt còn việc áp dụng án lệ là hệ quả trực tiếp từ việc giải thích.
Trong hệ thống Thông luật cấu trúc của bản án được tuyên rất khác với các nước theo truyền thống luật dân sự. Về hình thức các bản án của các nước theo hệ thống Thông luật thường rất dài. (Ví dụ ở Canada có những bản án dài tới hơn 150 trang).
Các thẩm phán của Anh trình bày, diễn giải những quyết định do mình đưa ra một cách khá rườm rà, thậm chí có những trường hợp thẩm phán vượt ra khỏi khuôn khổ của vụ án và đưa ra những quy tắc chung. Mà nguyên tắc "Tiền lệ phải được tôn trọng" trong việc giải thích và áp dụng yêu cầu hai vụ việc với các tình tiết chính tương tự nhau sẽ được xét xử như nhau.
Vậy thì khi so sánh vụ việc đang thụ lý với các vụ việc đã xảy ra trước đây làm thế nào xác định được tình tiết nào là tình tiết chính, tình tiết nào là tình tiết tương tự hoặc có liên quan trong một bản án dài với nhiều lập luận? Đâu là ranh giới giữa án lệ bắt buộc và án lệ không bắt buộc, giữa phần bắt buộc và phần không bắt buộc của bản án. Để giải quyết được vấn đề đó, cần phải vận dụng kỹ thuật phân loại.
Không phải mọi nội dung hay tất cả các phần trong một bản án được coi là án lệ đều có giá trị bắt buộc, mà chỉ có những phần chính – Ratio dicedendi (tiếng Latinh: Lý do để quyết định) mới có giá trị bắt buộc, và được tòa án xem xét các tình tiết trong đó được coi như là những cơ sở quan trọng chủ yếu để lập luận cho phán quyết của mình.
Khi ra một phán quyết, bản thân thẩm phán không xác định cái gì là Ratio decidendi, còn cái gì là Obiterdictum (tiếng La Tinh: một nhận xét ngẫu nhiên). Điều đó sẽ do thẩm phán khác làm khi xem xét quyết định đó có phải là án lệ cho vụ việc ông ta đang giải quyết hay không.
Việc phân biệt sự khác nhau giữa Ratio decidendi và Obiterdictum trong án lệ là một nét văn hóa pháp lý rất đặc trưng trong pháp luật Anh và các nước thuộc hệ thống thông luật.
Đôi khi việc phân định giữa Ratio decidendi và Obiterdictum thật dễ dàng, đặc biệt khi vị thẩm phán có ý thức rõ ràng về vai trò của mình là người làm ra luật, chỉ rõ ràng tuyên bố nào của ông ta là Obiter, chẳng hạn bằng cách nói "Tôi muốn bổ sung rằng đã có thể tuyên bố bị đơn là có tội nếu vụ việc có những diễn biến như thế này, thế này...". Mục đích của câu tuyên bố được coi là Obiter có thể là vị thẩm phán muốn giải thích và minh họa lập luận của ông ta bằng các ví dụ khác nhau để phân biệt các vấn đề nảy sinh trong vụ việc này với các vấn đề tương tự khác.
Trong những vụ việc như vậy không phải vị thẩm phán đã tạo ra án lệ chỉ ra ranh giới giữa ratio decidendi và obiter dictum, mà chính các thẩm phán của các vụ việc sau đó, các luật sư thực hành, các nhà nghiên cứu luật, sinh viên luật và các đối tượng khác sẽ đưa ra phân biệt.
Tuy nhiên việc phân biệt này không phải lúc nào cũng đơn giản, nhiều khi nó còn phụ thuộc vào sự biện luận của luật sư, và các thẩm phán trong xét xử vụ kiện.
Ví dụ: một người bị con chó của nhà hàng xóm cắn và tòa án đã buộc người chủ con chó phải bồi thường với lý do chủ của vật nuôi có trách nhiệm nếu con vật đó làm bị thương người khác. Thời gian sau, một người khác bị con trăn Nam Mỹ của nhà hàng xóm gây ra thương tích và vấn đề đặt ra là quyết định trước đây có phải là án lệ bắt buộc đối với vụ việc mới này (thông thường đây là quan điểm của luật sư bên bị hại) hay không phải là bắt buộc (đây là quan điểm của bị đơn).
Xét qua thì rõ ràng việc bị thương do con trăn gây ra đã được nói đến trong tuyên bố của tòa án tại vụ việc thứ nhất. Thông thường luật sư của thân chủ có con trăn sẽ cố gắng thuyết phục thẩm phán rằng phán quyết ở vụ trước đó chỉ có tính bắt buộc đối với những vụ khi con vật gây ra thương tích là chó, bởi con trăn Nam Mỹ hoàn toàn khác với con chó và vì thế trong trường hợp này không nhất thiết phải áp dụng quy định này một cách giống nhau đối với cả hai loài động vật.
Qua ví dụ này chúng ta có thể thấy 2 khía cạnh của kỹ thuật phân loại án lệ, nó không chỉ đơn thuần là phân biệt giữa Ratiodicedendi và Obiterdictum, mà nó còn là việc chứng minh những điểm tương đồng của những tình tiết có liên quan của vụ án này với vụ án trước đó nhằm tạo ra những tình tiết tương tự để áp dụng án lệ đã có. Ngoài ra còn thể hiện ở khía cạnh khác đó là việc chỉ ra sự khác biệt có thể chấp nhận được giữa vụ việc hiện tại và án lệ, và bằng cách đó ta có thể tránh được tính chất bắt buộc của án lệ, cho dù án lệ có những nhận định mà từng câu, từng chữ rõ ràng bao hàm cả tình huống mới phát sinh.
- Ở khía cạnh thứ nhất việc chứng minh những điểm tương đồng, ta thấy có những án lệ mà thoạt nhìn người ta không thấy nó có điểm tương đồng với một vụ việc cụ thể đang xét xử, nhưng bằng những lập luận hợp lý, thẩm phán vẫn có thể viện dẫn án lệ đó.

Ví dụ: trong vụ án Attia kiện British Gas năm 1987.
Đây là vụ án mà nguyên đơn là bà Attia đã kiện Công ty cung cấp khí gas Anh (British gas) về việc bồi thường thiệt hại do hành vi bất cẩn của Công ty này làm cháy ngôi nhà của bà. Tòa Phúc thẩm Anh khi xử vụ án này đã ra phán quyết dựa trên Án lệ của Thượng Nghị viện trong vụ Macloughtin kiện O’Brian. Điều đáng lưu ý ở đây là bà Attia được Tòa Phúc thẩm tuyên thắng kiện trong một vụ kiện yêu cầu đòi bồi thường thiệt hại về tài sản và tinh thần (do hành vi bất cẩn của Công ty cung cấp gas Anh đã làm cháy ngôi nhà của bà) dựa trên án lệ trong vụ bà Macloughlin kiện O’Brian với nội dung về bồi thường thiệt hại về vật chất và tinh thần trong một vụ tai nạn giao thông (đây là vụ án mà bà Macloughlin đã kiện O’Brian- một tài xế lái xe đã làm chết chồng và hai người con của bà trong một vụ tai nạn).
Quả thật hai vụ kiện này có vẻ như khác xa nhau, một bên là bị sốc do chứng kiến những người thân thiết nhất trong gia đình bị mất đi và bị thương nặng, một bên là bị sốc do chứng kiến ngôi nhà bị thiêu rụi, thế nhưng tòa vẫn lấy vụ kia làm cơ sở để xử vụ này bằng những lập luận hợp lý.
Đó là, khi mô tả về sự việc ngôi nhà bị cháy, Thẩm phán của Tòa phúc thẩm dùng từ "house" có thể dịch là ngôi nhà. Còn khi nói về mối liên hệ giữa bà Attia và ngôi nhà của bà, Tòa không dùng chữ "house" mà lại dùng từ "home", có thể dịch là "tổ ấm". Trong tiếng Anh, cả hai đều có nghĩa là nhà, nhưng chữ house dùng để chỉ một kết cấu vật chất còn chữ home thì có ý nghĩa lớn lao hơn, thiêng liêng hơn: chỉ tổ ấm, chỉ về gia đình... Chính vì vậy, ngôi nhà bị thiêu rụi đó cũng gây đau khổ cho bà Attita không kém gì nỗi đau mất người thân của bà Macloughtin trong vụ án trước đó. Ở đây thẩm phán đã có cách chơi chữ rất tinh tế kết hợp với truyền thống văn hóa từ đó đưa ra lập luận cho mình.
- Ở khía cạnh thứ hai, chính là phương thức phân biệt. Nếu các thẩm phán muốn tránh không gặp phải áp dụng nguyên tắc Stare decisis thì ông ta có thể tuyên bố là các tình tiết của vụ án mình đang xét xử không giống với các tình tiết trong vụ án đã xét xử trước đó. Đây gọi là phương thức phân biệt.

Ngay cả trong trường hợp các tình tiết được coi là giống nhau, thẩm phán cũng có quyền không chịu sự ràng buộc của nguyên tắc này trong một phán quyết được ban hành trước đó nên cho rằng tình tiết đó không phải là căn cứ có tính chất quyết định (không dựa trên Ratiodicidend) đặc biệt là trong trường hợp căn cứ đó chỉ có tính bổ sung (Obiterdictum) hoặc là căn cứ đó đang còn được tranh cãi hay trong trường hợp quy tắc được đưa ra vượt ra khỏi khuôn khổ của vụ việc cần xét xử.
Có thể thấy rằng giá trị của bản án với tư cách là án lệ có thể mở rộng ra bên ngoài câu chữ của chính thẩm phán (dù điều này ít khi xảy ra).
Ví dụ nếu vị thẩm phán khi đưa ra quyết định cho rằng cha mẹ có quyền đưa cậu con trai ra khỏi trường nội trú trước khi kỳ học kết thúc cho dù họ đã ký hợp đồng với nhà trường, quyết định này có thể coi là án lệ có giá trị bắt buộc đối với vụ việc tương tự với các cô con gái bởi giới tính của đứa trẻ không có liên quan gì đến phán quyết.
Tuy nhiên tình huống có thể khác đi nếu luật sư thành công trong việc thuyết phục thẩm phán ở vụ việc sau về cô con gái, rằng giới tính của đứa trẻ nên được nhìn nhận như một yếu tố quan trọng trong vụ việc này.
Giới luật gia Anh cho rằng chỉ ra sự khác biệt giữa các vụ việc là nghệ thuật hơn là khoa học, hoặc là những mánh khóe đơn giản hay là một nghề, nhiệm vụ của nó là khám phá ra những khác biệt có liên quan hoặc được tòa án xem là có liên quan
Quay lại ví dụ về trách nhiệm của người chủ đối với người bị thương do vật nuôi của mình. Để không phải áp dụng án lệ đã có, không chỉ bằng cách chứng minh rằng con trăn Nam Mỹ hoàn toàn khác với con chó - một loài được thuần dưỡng, loài kia là nòi hoang dã, mà còn có thể chứng minh về sự khác biệt có liên quan ngay cả khi hai trường hợp đều bị chó cắn, như: con chó trong án lệ được viện dẫn là con chó màu đen, có tên là Hắc Báo, trong khi con chó trong vụ việc sau màu trắng, tên là Bạch Tuyết cũng như việc một con cắn vào ngày thứ hai còn con kia cắn vào ngày thứ tư khó có thể coi là sự khác biệt có liên quan, nhưng vấn đề sẽ khác nếu như Luật sư tìm được sự khác biệt khó có thể bỏ qua như việc chó cắn bị thương thứ nhất xảy ra ngay tại nhà người chủ có chó, còn vụ việc kia thì việc chó cắn xảy ra ngay tại nơi công cộng (ở công viên chẳng hạn).
Như vậy, có nhiều cách xoay xở để giới hạn tính bắt buộc của án lệ bằng việc chỉ ra sự khác biệt (khác biệt giới hạn). Nếu thẩm phán Anh không tán thành án lệ cụ thể nào đó thì ông ta sẽ né tránh bằng cách chỉ ra sự khác biệt giữa án lệ đó với vụ việc ông ta đang xem xét bằng mọi tình tiết có thể và như vậy chỉ một chi tiết khác biệt cũng có thể được coi là đủ.
Một số quyết định trước đây một thời được coi là những án lệ quan trọng, bằng phương thức phân biệt này đã mất giá trị thực tiễn mà không có tòa án nào tuyên bố một cách rõ ràng rằng các án lệ đó đã lạc hậu (những án lệ như vậy được gọi một cách hài hước là "những vụ việc rất khác biệt".
Điều đó cho thấy tòa án Anh đóng góp vào sự phát triển liên tục của pháp luật không chỉ bằng cách tạo ra các án lệ mà còn bằng cách bãi bỏ các án lệ. Thông luật luôn thể hiện tính phức tạp, tính nguyên tắc và cả đặc tính mềm dẻo, linh động của nó trước những biến đổi thực tiễn.

## Học thuyết về tiền lệ
Dựa trên nguyên tắc bất thành văn Stare decisis – "Tiền lệ phải được tôn trọng" (ra đời vào thế kỷ 12 và chính thức bắt buộc vào thế kỷ 17), các nước theo hệ thống Thông luật đã cụ thể hoá thành những quy định trong việc xây dựng tiền lệ pháp và được hệ thống lại thành học thuyết về tiền lệ (The Doctrine of Precedent) với những nguyên tắc sau:

### Nguyên tắc tôn trọng quyết định của tòa cấp trên
Mỗi tòa án bị buộc phải tuân thủ theo các quyết định của tòa cấp cao hơn trong cùng hệ thống hoặc của chính tòa đã tạo ra tiền lệ. 
Ví dụ: Ở nước Anh, Tòa sơ cấp – Tòa án địa phương (county court) phải tuân theo án lệ của Tòa cấp cao, Tòa hoàng gia, Tòa phúc thẩm và Tòa tối thượng (Thượng Nghị viện).
Ở các nhà nước liên bang như Mỹ, Úc, các tòa cấp dưới của các tiểu bang khi xét xử chỉ buộc phải tuân theo những phán quyết đối với những bản án của những vụ án tương tự của các tòa cấp trên thuộc tiểu bang mình.

### Nguyên tắc không buộc phải tuân theo án lệ của hệ thống tòa án khác
Những quyết định của tòa án thuộc hệ thống tòa án khác chỉ có giá trị tham khảo chứ không có tính bắt buộc. Tuy nhiên, đối với quyết định của tòa án cấp cao hơn của hệ thống tòa án khác sẽ có giá trị thuyết phục hơn trong việc tham khảo để tòa án quyết định bản án. 
Ví dụ: Trong liên hiệp Vương quốc Anh phán quyết của các tòa Scotland, Bắc Ailen và của Tòa án nước ngoài thuộc hệ thống thông luật cũng không thể trở thành tiền lệ đối với tòa án nước Anh, mặc dù trong một số trường hợp các phán quyết đó có thể có một giá trị tham khảo nhất định.
Ở Úc, theo học thuyết tiền lệ thì Tòa án Sơ thẩm thuộc tiểu bang New South Wales sẽ buộc phải tuân theo những phán quyết trước đây của Tòa án Phúc thẩm thuộc tiểu bang New South Wales nhưng nó không buộc phải tuân theo những quyết định của Tòa án Tối cao thuộc tiểu bang Victoria. Tuy nhiên phán quyết của tòa án tối cao thuộc tiểu bang Victoria sẽ có giá trị thuyết phục hơn so với bản án của tòa cấp thấp hơn thuộc tiểu bang Victoria đối với tòa án thuộc tiểu bang New South Wales khi đưa ra một bản án đối với một vụ án tương tự.

### Nguyên tắc chỉ dựa vào cơ sở pháp lý
Chỉ có những quyết định của thẩm phán trước đó dựa trên phần chứng cứ pháp lý (Ratio decidendi) của vụ án thì mới có giá trị bắt buộc phải áp dụng để ra quyết định cho vụ án sau này. 
Trong một bản án theo truyền thống Thông luật luôn có hai phần, đó là phần Ratio decidendi và Obiter dictum.
- Ratio decidendi: Tiếng Latin có nghĩa là "Lý do để quyết định", là phần cơ sở pháp lý hay chứng cứ pháp lý của bản án. Đây là nhân tố bắt buộc bất kỳ trong quá trình suy luận dẫn tới quyết định của tòa án. Là nhân tố quan trọng nhất và là yếu tố bắt buộc của mỗi phán quyết. Ratio decidendi sẽ tạo nên quy tắc được đưa vào thành phần của pháp luật Anh. Nó cũng là phần chứa đựng các quy phạm pháp luật trong hệ thống Anh. Vì thế phần này có vai trò vô cùng quan trọng là nguồn trực tiếp của pháp luật Anh.

Với ý nghĩa như vậy cho nên đây luôn là phần bắt buộc phải có trong mỗi án lệ, khi xem xét tính chất tương tự của vụ việc thẩm phán bắt buộc phải đối chiếu với những tình tiết trong phần này trong những quyết định trước đây.

### Nguyên tắc tham khảo đối với phần bình luận
Những nhận định hoặc quyết định của tòa án trước đó đối với một vụ án không dựa trên cơ sở pháp lý mà chỉ dựa trên cơ sở bình luận của thẩm phán (Obiter dictum) sẽ không có giá trị bắt buộc tòa án cấp dưới phải tuân thủ.
Tuy nhiên, những nhận định và phán quyết đó có thể được tòa án sau này xem xét, cân nhắc và thậm chí có thể áp dụng trong việc ra quyết định.
- Obiter dictum: Tiếng La Tin có nghĩa là "Một lời nhận xét ngẫu nhiên", đây là phần bình luận của thẩm phán trong bản án. Nó chính là lời nhận xét, bình luận, ý kiến phụ của thẩm phán, không có giá trị bắt buộc, không mang nội dung trực tiếp của vụ tranh chấp, và không thể viện dẫn như một tiền lệ.

Vì vậy phần này chỉ là sự tuyên cáo, không chi phối đối với quyết định và vì thế không có tính bắt buộc đối với các vụ việc trong tương lai. Tuy nhiên, đôi khi nó có giá trị thuyết phục đáng kể do vị trí của tòa án và danh tiếng của vị thẩm phán đưa ra quyết định đó.

### Nguyên tắc hiệu lực bất kể thời gian
Yếu tố thời gian không thể làm mất đi tính hiệu lực của các tiền lệ. Theo nguyên tắc này, những phán quyết của các tòa án cách đây hàng trăm năm cũng vẫn có giá trị cho các thẩm phán sau này vận dụng để ra quyết định cho một vụ án tương tự; ở hệ thống thông luật, án lệ càng lâu càng có sức thuyết phục, và giá trị. Khác với hệ thống pháp luật châu Âu lục địa, án lệ càng mới càng có tác dụng giải thích cao hơn. Các vụ án nổi tiếng không những chỉ có giá trị lịch sử, các giải pháp của những bản án này còn để lại một giá trị thực tiễn.

## Việc ghi chép án lệ
Một trong những nguyên tắc ghi chép án lệ là việc ghi chép phải đầy đủ, chi tiết, đồng thời phải giúp người tra cứu tìm được án lệ một cách nhanh chóng và chính xác (số lượng phán quyết ở Anh rất nhiều, vào những năm 1980 người ta ước tính có khoảng trên 350.000 phán quyết được công bố).
Vì vậy trước khi ghi chép tình tiết vụ án, những nhận định và phân xử của tòa án đối với vụ án thì những nội dung chính sau đây phải được thể hiện ở phần đầu của án lệ khi ghi chép lại:
- Tên của vụ án: Tên vụ án là tên nguyên đơn và tên bị đơn của vụ án (thường viết nghiêng). Trên nguyên tắc tên nguyên đơn (hoặc bên phúc thẩm) thường đặt trước, tên bị đơn viết sau. Tên các bên có thể được ghi cụ thể hoặc viết tắt, đôi khi tên của các bên được in đậm hoặc gạch chân. Đối với các vụ án mà luật pháp không cho phép viết tên đầy đủ của các đương sự vì lý do bí mật (đặc biệt đối với các vụ án liên quan đến trẻ em, người tàn tật) thì tên các bên sẽ được viết tắt. Tên của bên đối kháng được ngăn cách bởi chữ "v" (là chữ viết tắt của chữ Versus, tiếng Latin có nghĩa là "kiện", "chống lại" nhưng trong vụ dân sự lại dùng chữ "và". Các vụ việc hình sự thường bắt đầu bằng chữ RI hoặc R (ký hiệu chỉ nhà vua, Rex hoặc Regina) và chữ "v" có nghĩa là kiện "chống lại".
- Năm tòa án ra phán quyết đối với vụ án: được ghi liền sau tên của vụ án khi trích dẫn, năm ra phán quyết phải cho vào ngoặc đơn.
- Số tập văn bản của văn bản ghi chép án lệ: Trong trường hợp số lượng tập có trên 1 tập được xuất bản trong một năm cụ thể.
- Tên viết tắt của văn bản ghi chép: Trong cuốn tập san án lệ đều có ghi lại ký hiệu của các báo cáo định kỳ của tòa. Mỗi ban của tòa cấp cao đều có các báo cáo riêng, phân biệt bởi các chữ cái viết tắt. Ví dụ: Q.B. là của Tòa Nữ hoàng; CH là của Tòa Công lý và F. hoặc Fam là của Tòa Gia đình. Các báo cáo định kỳ có ký hiệu là A.C (viết tắt của từ Appeal Case: án phúc thẩm) là các quyết định của tòa phúc thẩm. C.A (Court of apeal).
- Số thứ tự trang đầu tiên của văn bản ghi chép lại vụ án: Đôi khi người ta ghi số thứ tự trang đầu tiên và số thứ tự của trang cuối cùng của văn bản ghi lại án lệ:

Ví du: Án lệ: Sharif v Azad [1967] 1QB. 605 (CA)
Án lệ được hiểu là vụ án mang tên Sharif kiện Azad, quyết định đưa ra và xuất bản vào năm 1967, tập 1. (CA) được trích dẫn ở cuối là bản án của tòa phúc thẩm (Court of appoal) sau khi xem xét kháng cáo đối với bản án được kháng cáo từ tòa cấp dưới – Tòa nữ hoàng (QB) trực thuộc tòa cấp cao và vụ việc được bắt đầu từ trang 605 có chữ CA.

## Thẩm quyền ghi án lệ
Ở nước Anh, từ đầu thế kỷ XVI đến giữa thế kỷ XIX. Việc ghi chép các vụ án do các cá nhân thực hiện mà không hề được cơ quan đã xét xử vụ án kiểm tra lại trước khi công bố. Hơn nữa chất lượng của việc ghi chép này hoàn toàn phụ thuộc vào khả năng và trình độ của từng người ghi chép. Do vậy một số vụ án đã không được áp dụng vì thiếu tính khoa học của chúng.
Để giải quyết vấn đề này năm 1965, nước Anh đã thành lập hội đồng ghi chép án lệ có tên là Incorporated Council of Law Reporting (Ủy ban xuất bản báo cáo pháp luật) với mục đích ghi lại một cách trung thực tình tiết của vụ án và quan điểm của thẩm phán cùng với quyết định của Tòa (đặc biệt là các quyết định của tòa án cấp cao).
Về nguyên tắc, sau khi ghi chép những án lệ này phải được tòa án nơi ra phán quyết kiểm tra lại trước khi xuất bản. Trên thực tế hầu hết những vụ án quan trọng, điển hình đặc biệt là những vụ án do các tòa cấp cao xét xử sẽ được ghi lại một cách chi tiết. Sau đó những người có thẩm quyền theo luật định sẽ quyết định những vụ án nào sẽ được lưu lại để làm cơ sở cho việc xét xử sau này. Và hiện nay tất cả các nước theo hệ thống Thông luật đều lập ra một cơ quan chuyên trách ghi chép án lệ.
Như vậy khi một vụ án được cơ quan có thẩm quyền ghi chép lại vào những văn bản (Law Report) một cách hợp pháp (hay nó đã được hệ thống hóa) thì nó đã trở thành một nguồn luật của các nước theo hệ thống thông luật, nói cách khác kể từ khi vụ án được ghi chép lại một cách hợp pháp thì "nó được coi là một viên gạch trong bức tường pháp luật.

## Lưu trữ và công bố án lệ
- Lưu trữ án lệ: Sau khi được ghi chép theo những nguyên tắc nhất định với những cách thức nhất định. Các án lệ sẽ được lưu giữ và công bố trong các tập báo cáo luật (Law reports – tập san án lệ).

Những quyết định quan trọng của tòa án với tư cách án lệ bắt buộc được in trong cuốn báo cáo luật này, và được xuất bản thành nhiều kỳ khác nhau bởi Ủy ban Bán công thuộc Ủy ban Xuất bản và Báo cáo pháp luật (The Semi – Offical Incorporated Council of Law Reporting) được thành lập vào năm 1865.
Báo cáo về án lệ do biên tập viên là các luật sư hiệu đính, chỉ có một số các quyết định đã chọn lọc được xuất bản (khoảng 75% quyết định của tòa cấp cao). Vị thẩm phán đã ra quyết định này sẽ xét duyệt báo cáo.
- Công bố án lệ: Các án lệ của các tòa được đăng tải trong các báo cáo riêng, có các ký hiệu quy định. Các án lệ được công bố trong các tập báo cáo luật được xuất bản thành các tập, không đánh số liên tục mà theo năm xuất bản, việc tra cứu các án lệ dựa vào số trang trong các báo cáo luật. Một quyết định của tòa án được công bố thường dưới tên của các bên. Việc sử dụng phương pháp này khiến các quyết định của tòa án Anh được sắp xếp theo chữ cái mà không theo thứ tự thời gian trong chính mỗi tập báo cáo luật.[31]

Trong hệ thống pháp luật của các nước coi án lệ là nguồn luật có hiệu lực bắt buộc trong các nguồn thì việc hệ thống và xác định ký hiệu các án lệ cụ thể luôn phải tuân theo quy chuẩn chặt chẽ mang tính bắt buộc.
Công việc đó có ý nghĩa rất lớn vì:
Thứ nhất, đây là một trong những nguyên tắc để xây dựng tiền lệ pháp.
Thứ hai, đây là điều kiện bắt buộc để một phán quyết trở thành án lệ.
Chỉ có 1/10 các phán quyết của tòa cấp cao được xuất bản và vì vậy giá trị của các phán quyết được coi là án lệ. Các bản án của Tòa Hoàng gia dù là tòa cấp cao tuy thế không được xem là án lệ, bởi vì chúng không được xuất bản một cách có hệ thống.
Thứ ba, Việc công bố các án lệ cùng với sự loại trừ nhất định (theo tỷ lệ): công bố 75% các quyết định của Thượng nghị viện 25% quyết định của Tòa phúc thẩm và chỉ 10% của Tòa tối thượng như vậy hoàn toàn có thể gạt ra những quyết định không được coi là án lệ, sẽ giảm bớt số lượng khổng lồ của những quyết định có thể làm lạc hướng luật gia Anh và làm suy yếu uy tín của án lệ.

## Những giá trị của tiền lệ pháp
Có thể nói rằng, tiền lệ pháp hay án lệ là một loại hình pháp luật được sản sinh ra từ chính thực tiễn cuộc sống thông qua quá trình xét xử của các thẩm phán chính vì vậy, nó có những giá trị vô cùng to lớn.
- Đối với việc ban hành và áp dụng pháp luật, tiền lệ pháp giúp cho hệ thống pháp luật của các quốc gia mang đậm "hơi thở của cuộc sống" chứ không chủ quan, áp đặt một cách độc đoán, bất chấp những đặc điểm của xã hội và truyền thống, phong tục, tập quán của cộng đồng dân cư.
- Tiền lệ pháp là pháp luật của thực tế nên nó đã điều chỉnh cả những vấn đề cụ thể lẫn khái quát qua đó khắc phục được các "lỗ hổng pháp lý" của các hệ thống pháp luật. Đồng thời tiền lệ pháp được áp dụng rất thuận tiện và có hiệu quả khi thực hiện (các bên phải thi hành ngay theo bản án đã tuyên và như thế cũng có nghĩa là pháp luật đã có hiệu lực ngay lập tức).
- Ngoài ra, vì hình thành từ thực tế (từng vụ án cụ thể) cho nên tiền lệ pháp có thể thay đổi theo sự thay đổi của thời gian, điều đó thể hiện tính linh hoạt, mềm dẻo của tiền lệ pháp, phụ hợp với sự thay đổi nhanh chóng của xã hội, đặc biệt là những thay đổi trong lĩnh vực hợp đồng, giao dịch thương mại, dân sự trong thời đại toàn cầu hóa, công nghệ hóa.
- Đối với việc xét xử của Tòa án, tiền lệ pháp có tác dụng thúc đẩy sự công bằng của thẩm phán trong quá trình xét xử. Các đối tượng liên quan trong vụ án có thể biết trước các hậu quả pháp lý của vụ việc vì họ biết các quyết định này không phải là các quyết định tùy tiện của các thẩm phán mà các thẩm phán đã dựa vào các quyết định của các vụ việc trước đó. Mặt khác, thẩm phán không muốn xét xử lại hoặc bị bãi bỏ khi bản án bị kháng án, điều này tránh được việc xét xử theo cảm tính "xử sao cũng được" hoặc việc "xin ý kiến chỉ đạo". Các đương sự khi nhận được bản án họ cũng không tùy tiện kháng cáo bừa bãi. Điều đó thúc đẩy sự ổn định, chắc chắn và có thể dự đoán của pháp luật, thúc đẩy sự công khai, minh bạch trong hệ thống pháp luật.
- Một giá trị khác là tiền lệ pháp là nó tạo điều kiện cho thẩm phán có thể đưa ra những quan điểm tư tưởng, đường lối mới trong việc áp dụng pháp luật để phù hợp với thực tế. Các bộ luật được ban hành vào thế kỷ XX không thể dự đoán được sự phát triển của thế kỷ XXI, cho nên đối với những khoảng trống không được điều chỉnh bởi các bộ luật hoặc văn bản luật, thẩm phán phải tính đến việc tự cho phép thực hiện lập pháp hoặc tiến hành một trình tự sáng kiến pháp luật. Với ý nghĩa như vậy, tiền lệ pháp đã có hai nhiệm vụ, một là giải thích và áp dụng pháp luật; hai là dự bị cho các cải cách pháp luật.[58]
- Tuy vậy một số quan điểm khác cho rằng, Tiền lệ pháp hình thành không phải do hoạt động của cơ quan lập pháp mà từ cơ quan hành pháp và tư pháp. Vì vậy, hình thức này dễ tạo ra sự tùy tiện, không phù hợp với nguyên tắc pháp chế, đòi hỏi phải tôn trọng nguyên tắc tối cao của luật và phân định rõ chức năng, nhiệm vụ của các cơ quan trong bộ máy nhà nước đối với việc thực hiện pháp luật[7] hay hình thức pháp luật này dễ tạo ra sự tùy tiện, ảnh hưởng đến tính thống nhất của pháp luật, không phù hợp với nguyên tắc pháp chế Xã hội chủ nghĩa.[59] Tiền lệ pháp còn là hình thức pháp luật của giai cấp tư sản (Anh – Mỹ) cho nên việc sử dụng hình thức này dễ dẫn đến trình trạng lạm dụng, sử dụng vào mục đích vụ lợi, phục vụ cho lợi ích riêng của tư bản độc quyền.[60]
- Khách quan mà nói, tiền lệ pháp là hình thức làm luật xuất phát từ hoạt động của Tòa án mà quyết định và bản án quá nhiều và liên tục tăng theo thời gian nên gây rất nhiều khó khăn trong quá trình vận dụng. Khi sử dụng hình thức áp dụng này, toà án rất thận trọng đánh giá hai khả năng: hoàn cảnh cấp thiết bắt buộc họ viện dẫn án lệ mang tính hướng dẫn và một loạt án lệ chỉ được sử dụng để chứng minh cho nguyên tắc chung của pháp luật (những án lệ này thường củng cố lý luận cho một phán quyết của toà). Từ đó, thẩm phán sẽ khó khăn khi nhận định trong những điều kiện hoàn cảnh như nhau nhưng tình tiết vụ việc lại hoàn toàn khác nhau; trong trường hợp này, thẩm phán phải so sánh và hình thành nên một tiền lệ mới, và như vậy sẽ làm phức tạp thêm khi áp dụng luật. Ngoài ra, việc có quá nhiều các án lệ làm cho các thẩm phán khó khăn khi lựa chọn áp dụng án lệ nào. Bên cạnh đó, các luật sư, với kỹ xảo và các mánh lới của mình trong việc tìm, phân tích án lệ sẽ luôn hướng đến vận dụng những án lệ có lợi nhất cho thân chủ điều đó càng làm cho vụ việc trở nên phức tạp.
- Đồng thời, bên cạnh tính linh hoạt, mềm dẻo thì tiền lệ pháp cũng rất cứng nhắc. Trong quá trình xét xử, Thẩm phán buộc phải tuân thủ theo những tiền lệ trước đó, đặc biệt là những thẩm phán ở Anh, những người vốn rất bảo thủ, ngại thay đổi. Các tòa án Anh nổi tiếng vì sự miễn cưỡng thay đổi luật bằng cách kiên quyết bác bỏ các án lệ ngay cả khi họ chính thức được quyền làm như vậy.[61] Ngoài ra, tiền lệ pháp được hình thành từ các bản án riêng lẻ của những tình tiết của mỗi vụ việc vì vậy nó không mang tính khác quát và rất khó để hệ thống và theo dõi.

## Ở Hoa Kỳ
Nhà nước Hoa Kỳ được tổ chức theo thể thức liên bang, pháp luật ở từng bang có thể khác nhau. Tuy nhiên, nếu xét về truyền thống và các phương pháp pháp lý, hầu hết các hệ thống pháp luật trên thế giới đều thuộc một trong một số ít truyền thống pháp luật và truyền thống pháp luật Mỹ thuộc hệ thống luật thông lệ (ngoại trừ bang Louisiana do ảnh hưởng của Pháp nên theo truyền thống dân luật, cũng tương tự như Québec của Canada). Do Hoa Kỳ giành độc lập sớm (1776) nên luật thông lệ tại đây phát triển tách biệt với Luật thông lệ ở Anh quốc và các nước thuộc Khối Thịnh vượng Anh. Mặc dù có thời gian dài "tách biệt về mặt pháp lý", pháp luật Hoa Kỳ vẫn có rất nhiều điểm chung với pháp luật của các nước khác theo luật thông lệ.
Công việc hàng ngày của các Tòa án trên toàn nước Mỹ là đưa ra các quyết định ảnh hưởng đến số phận của hàng ngàn người. Một số quyết định chỉ ảnh hưởng đến các bên liên quan trực tiếp đến một hành vi pháp lý nào đó, nhưng nhiều quyết định đưa ra các phán quyết về quyền, lợi ích và nguyên tắc pháp lý tác động đến hầu như tất cả người dân Mỹ. Do đó, mỗi một phán quyết chắc chắn sẽ được nhiều người Mỹ chào đón, trong khi lại bị nhiều người khác phản đối và đôi khi số người phản đối còn nhiều hơn số người ủng hộ.
Tuy nhiên, tất cả đều phải thừa nhận tính pháp lý của các quyết định này, cũng như phải thừa nhận vai trò của tòa án - là người giải thích luật pháp cuối cùng. Người Mỹ không còn tranh cãi về vấn đề pháp chế và đã tin tưởng vào hệ thống luật pháp Hoa Kỳ. Cũng như các ngành khác, quyền của ngành tư pháp Hoa Kỳ được quy định trong Hiến pháp. Hiến pháp chỉ quy định thẩm quyền xét xử liên bang trong một số loại tranh chấp nhất định. Hai loại tranh chấp quan trọng nhất là các vụ việc liên quan đến nghi vấn luật liên bang ("Tất cả các vụ việc về luật và công bằng, phát sinh từ Hiến pháp, các đạo luật của Hợp chúng quốc và các hiệp ước đã ký kết...") và các vụ việc "đa chủng", tức là các vụ tranh chấp giữa công dân của hai bang khác nhau. Thẩm quyền xét xử này cho phép mỗi bên có thể tránh đưa vấn đề ra trước các tòa án của bang của nhau. Quyền xét xử thứ hai (xét xử tranh chấp "đa chủng") xuất hiện trong những năm đầu của nền cộng hòa. Như giải thích trong Chương 2, phán quyết của Tòa án tối cao Hoa Kỳ trong vụ Marbury kiện Madison (1803) đã giải thích thẩm quyền (được Hiến pháp ủy quyền) của nó là được phép xác định một đạo luật vi hiến, và tuyên bố luật vô hiệu.
Khi không có sự khống chế của các quy định hiến pháp và đạo luật, các tòa án liên bang và bang thường đối chiếu với thông luật; đó là một tuyển tập các quyết định tư pháp, thông tục và quy tắc chung có từ nhiều thế kỷ trước ở nước Anh và vẫn tiếp tục phát triển cho đến nay.
Ở nhiều bang, thông luật tiếp tục đóng vai trò quan trọng trong tranh chấp hợp đồng, do các nhà làm luật của bang thấy không cần thiết phải thông qua các đạo luật quy định tất cả những trường hợp bất thường về hợp đồng có thể xảy ra.
Các tòa án xét xử các hành vi vi phạm luật và các tranh chấp nảy sinh từ luật. Thông thường, tòa án cần phải diễn giải luật. Để làm điều đó, các tòa án tự ràng buộc bởi cách giải thích luật trước đó của các toà án cùng cấp hoặc cao hơn. Đây được gọi là nguyên tắc "theo quyết định trước", hay đơn giản gọi là tiền lệ. Nó giúp bảo đảm sự nhất quán và có thể lường trước. Nếu phải đối mặt với các tiền lệ hoặc luật án lệ (case law) bất lợi, bên bị thường tìm cách phân biệt sự khác nhau giữa những yếu tố khách quan của vụ việc đang xem xét với các sự kiện đã dẫn đến quyết định trước đó.
Đôi khi các tòa án diễn giải luật không giống nhau.
Ví dụ, Tu chính án Hiến pháp thứ mười lăm có một quy định: "Trong bất kỳ vụ án hình sự nào, không ai bị buộc phải làm chứng chống lại mình". Thỉnh thoảng lại có các vụ án trong đó một cá nhân từ chối trả lời các câu hỏi hoặc khai nhận dưới hình thức khác, trên cơ sở lập luận rằng lời khai đó có thể sẽ được dùng làm cơ sở khởi tố cá nhân này ở một nước khác (không phải ở Hoa Kỳ). Có thể áp dụng điều luật tự buộc tội trong trường hợp này hay không? Toà phúc thẩm địa phận số 2 của Hoa Kỳ cho rằng có thể áp dụng, nhưng Tòa phúc thẩm các địa phận số 4 và 11 lại diễn giải theo cách ngược lại (không được áp dụng). Điều đó có nghĩa là luật pháp khác nhau phụ thuộc nơi mà vụ việc đó phát sinh. Các tòa án cấp cao hơn tìm cách giải quyết sự thiếu nhất quán này.
Tòa án tối cao Hoa Kỳ thường chọn việc xét xử các vụ án nếu phán quyết của vụ đó có thể giải quyết sự bất đồng giữa các tòa phúc thẩm. Tiền lệ của Tòa án tối cao sẽ khống chế, hoặc áp dụng cho tất cả các toà án liên bang cấp dưới. Trong vụ Hợp chúng quốc Hoa Kỳ kiện Balsys, 524 U.S. 666 (1998), Tòa án tối cao đã phán quyết rằng sợ bị truy tố ở nước ngoài là vượt quá phạm vi của Điều luật tự buộc tội. Phán quyết này trở thành luật của toàn nước Mỹ, kể cả ở khu vực Tòa phúc thẩm địa phận số 2. Bất kỳ tòa án liên bang nào sau này gặp phải vấn đề đó đều bị ràng buộc bởi phán quyết của tòa cấp cao trong vụ Balsys. Tương tự, phán quyết của toà phúc thẩm lưu động vùng có giá trị ràng buộc tất cả các tòa án hạt trong khu vực. Tiền lệ cũng được áp dụng ở nhiều hệ thống tòa án bang. Do đó, tiền lệ ngày càng phát triển cả về số lượng lẫn nội dung diễn giải.
Tóm lại là cũng giống như ở Anh, công việc làm luật của Tòa án Mỹ vẫn dựa trên các Án lệ có điều phức tạp hơn nhiều. Không phải vì lý do là nước Mỹ đông dân và rộng hơn nước Anh hay nước Mỹ phát triển kinh tế hơn, đa dạng văn hóa, sắc tộc hơn, đa dạng trong các quan hệ xã hội hơn mà chính là đặc điểm của Mỹ là nhà nước liên bang, với sự tồn tại song song của hai hệ thống pháp luật, pháp luật của bang và pháp luật của liên bang.
Một đặc điểm nữa của tiền lệ pháp ở Hoa Kỳ mà ta có thể nhận thấy là: chính vì thông lệ phát triển mạnh mẽ ở Mỹ cộng với quy trình tranh tụng được đặc biệt coi trọng trong tố tụng và hệ thống pháp luật đồ sộ, phức tạp cho nên ở Hoa Kỳ, nghề luật sư phát triển nhất trên thế giới. Luật sư là một ngành nghề thời thượng ở Hoa Kỳ, trung bình ở Hoa Kỳ cứ 250 người thì có một người là luật (người ta ước rằng số lượng luật sư ở Mỹ tương đương với số lượng nông dân). sư luật sư ở Hoa Kỳ chiếm một vị trí quan trọng trong xã hội, trong số các đời tổng thống Hoa Kỳ thì có tới 24 tổng thống từng là luật sư và một tổng thống là quan tòa (Harry S. Truman). Nổi tiếng hơn cả là tổng thống Abraham Lincoln, là một minh chứng điển hình cho hiện tương luật sư trở thành chính khách.

## So sánh với Dân luật
- Khác biệt đầu tiên là tiền lệ pháp được phát triển từ các bản án, quyết định của tòa án bắt đầu trước khi có các văn bản quy phạm pháp luật và vẫn còn được áp dụng bởi các tòa án khi đã có văn bản quy phạm pháp luật. Trong khi đó, Dân luật phát triển từ bộ luật của pháp luật La Mã.

Nét đặc trưng rõ ràng nhất giữa Dân luật và tiền lệ pháp là hệ thống Dân luật được pháp điển hóa, trái lại tiền lệ pháp không được tạo ra bởi cách ban hành pháp luật mà dựa trên đường lối xét xử các án lệ. Hệ thống tiền lệ pháp và Dân luật là sản phẩm của hai quá trình tiếp cận pháp luật khác nhau một cách cơ bản.
Ở Dân luật, các nguyên tắc và quy định có chứa trong điều lệ và đạo luật, được áp dụng bởi tòa án. Vì thế, các đạo luật và điều lệ được lưu hành rộng rãi, trong khi án lệ tạo thành chỉ là nguồn pháp luật thứ yếu. Mặt khác, trong hệ thống tiền lệ pháp, pháp luật được tạo ra bởi các phán quyết của tòa án. Sự khác biệt này là kết quả của vai trò khác nhau của người lập pháp trong hệ thống Dân luật và tiền lệ pháp. Hệ thống Dân luật dựa vào học thuyết phân chia quyền lực, nhờ đó vai trò của người lập pháp là thiết lập nên pháp luật, trong khi các tòa án sẽ áp dụng chúng.
- Một trong những sự khác biệt nữa giữa hệ thống tiền lệ pháp và Dân luật đó là sự ràng buộc có hiệu lực của các tiền lệ. Trong hệ thống tiền lệ pháp, tòa án được giao nhiệm vụ chính làm luật, trong khi các tòa án trong hệ thống Dân luật có nhiệm vụ chính là quyết định các vụ việc bằng cách áp dụng và giải thích các quy tắc tiêu chuẩn pháp luật. Trong hệ thống tiền lệ pháp, các tòa án không chỉ quyết định các vấn đề tranh cãi giữa các bên liên quan, mà còn đưa ra hướng dẫn làm sao để giải quyết các vụ án tương tự trong tương lai. Việc giải thích pháp luật này của tòa án trong vụ việc cụ thể có sự ràng buộc tới các tòa án khác thấp hơn.

Do đó, dưới hệ thống tiền lệ pháp, phán quyết của tòa án tạo ra nền tảng cho việc giải thích pháp luật. Trong một vụ việc, khi các bên không đồng tình với nhau, thì tòa án tiền lệ pháp sẽ xem lại các quyết định tiền lệ của các tòa án trước. Nếu có vụ việc tranh cãi tương tự như thế mà được giải quyết trong quá khứ, thì tòa án bị ràng buộc là phải tuân theo phán quyết trong vụ việc trước. Còn nếu vụ việc hiện hành có những đặc trưng cơ bản khác với các vụ việc trước, thì tòa án sẽ quyết định như là một vụ việc đầu tiên. Sau đó, quyết định mới này trở thành tiền lệ, và lại ràng buộc các tòa án trong tương lai phải tuân theo tiền lệ.
Mặt khác, trái ngược với tiền lệ pháp, đường lối xét xử dựa trên án lệ trong Dân luật không có hiệu lực ràng buộc. Nghĩa vụ tuân theo tiền lệ pháp không được áp dụng vào các tòa án Dân luật, nên phán quyết của tòa án thì không ràng buộc các tòa án thấp hơn trong các vụ việc xảy ra sau, và đó cũng không có gì là lạ đối với các tòa án khi có những quyết định trái ngược nhau trong các vụ việc tương tự. Trong Dân luật, tòa án có nhiệm vụ giải thích pháp luật có trong bộ luật, mà không bị ràng buộc bởi việc giải thích cùng một đạo luật của tòa án cao hơn; điều này có nghĩa là dưới hệ thống Dân luật, thẩm phán là người giải thích pháp luật chứ không phải là người sáng tạo pháp luật.
- Khác biệt tiếp theo là ở các nước có hệ thống luật thông lệ, án lệ (Case Law) được coi là nguồn chủ yếu của pháp luật. Tại trường luật, môn Phương pháp Pháp luật dựa trên việc nghiên cứu án lệ. Ở các nước có hệ thống luật thành văn, án lệ không phải là nguồn của pháp luật (ít nhất là trên lý thuyết). Trên thực tế, rõ ràng là văn bản pháp luật ngày nay có ảnh hưởng rất lớn ở các nước có hệ thống luật thông lệ, trong khi án lệ thì ngày càng có ảnh hưởng nhất định ở các nước theo truyền thống luật thành văn.

Tuy nhiên, cách tiếp cận với văn bản pháp luật và án lệ thì lại hoàn toàn khác nhau tuỳ người luật sư thuộc hệ thống nào. Thế giới luật thành văn thường coi bộ luật dân sự là một văn bản pháp luật khung chủ yếu. Họ thường diễn giải bộ luật này một cách khá linh động để nó đạt được mục tiêu chi phối toàn bộ lĩnh vực luật tư. Cách diễn giải này càng được củng cố bởi ngôn ngữ có tính chất chung và trừu tượng của bộ luật. Trái lại, trong hệ thống luật thông lệ, luật pháp bắt nguồn từ án lệ (Case Law) và văn bản luật (Legislation) thường được xem là ngoại lệ. Do đó, toà án thường có khuynh hướng diễn giải văn bản luật một cách hẹp hơn.
Kết quả là, cả toà án lẫn nhà làm luật đều trình bày các quy phạm pháp luật bằng ngôn ngữ rất cụ thể nhằm giải quyết các vấn đề rẩt cụ thể. Thường thì, cả án lệ và văn bản luật theo hệ thống thông lệ đều không sử đựng các thuật ngữ trừu tượng hoặc đưa ra các nguyên tắc chung.
- Sinh viên học luật thành văn thường phải đọc các học thuyết pháp lý ("La doctrine") hơn là án lệ. "Học thuyết pháp lý" ở đây là tập hợp các công trình nghiên cứu, lý luận của nhiều giáo sư về một vấn đề pháp lý. Trong hệ thống luật thành văn, " học thuyết" được xem là một nguồn luật rất được tôn trọng.

Cần lưu ý rằng, trường đại học, chứ không phải là toà án, đã đưa luật dân sự trở lại châu Âu lục địa. Vì vậy, không có gì đáng ngạc nhiên khi các giáo sư vẫn giữ vai trò quan trọng trong việc định nghĩa luật pháp. Các giáo sư trong hệ thống luật thông lệ không được uy thế này. Ở Hoa Kỳ, các chánh án là người có uy nhất. Việc đào tạo trong ngành luật khác nhau tùy từng nước, nhưng phải thừa nhận rằng việc đào tạo luật ở Hoa Kỳ mới lạ và đặc biệt trên nhiều bình diện. Ví dụ như, phương pháp nghiên cứu án lệ (case method) hoặc phương pháp đối đáp (Socratic method). Như vậy, phương pháp nghiên cứu án lệ không thể áp dụng được ở một nước có hệ thống luật thành văn. Ở các nước đó (và cả Anh quốc), luật được dạy ở cấp đại học, do vậy, toàn bộ thời gian học luật thường dài hơn ở Mỹ (đào tạo luật ở cấp sau đại học). Phương pháp giảng dạy theo lối quyền uy: giảng viên giới thiệu luật cho sinh viên, sinh viên lắng nghe và ghi chép chứ không tham gia gì khác trên lớp.
Ở Việt Nam, sinh viên các trường Đại học Luật và Khoa Luật của các trường Đại học đều tiếp cận pháp luật theo cách của truyền thống pháp luật dân sự.